# Карла Рахал
Карла Мунзер Рахал (на арабски: كارلا رحال) е българска певица и актриса от арабски произход.

## Биография
Родена е в град Дубай, Обединени арабски емирства в семейството на Мунзер Рахал – ливанец и Мариана Рахал – българка. Неин брат е актьорът Башар Рахал. През 1976 година семейството ѝ заминава за България.
Карла Рахал е известна най-вече с ролите си в „Националния театър на България“.

## Музикална кариера
Карла е поп, R&B певица, текстописец и продуцент. Дебютните си записи певицата осъществява през 1999 г. в студиото на Васил Николов – Теслата, който е и автор на музиката на песните. Някои нейни композиции биват включени в компилациите „Рап атака 1“ и „Рап атака 2“. Карла Рахал участва и като гост певица в дебютния албум на хип-хоп изпълнителя G Dogg. През 2002 г. излиза дебютният ѝ сингъл „Лъжи ме“, дует с Руши Видинлиев, който става хит в музикалните класации.

## Филмография
- Привличане (2018) – Равадинова
- „Корпус за бързо реагиране 2: Ядрена заплаха“ (2014) – Рашка
- Революция Z (2012) – г-жа Доротея Костова, учителка по музика
- Корпус за бързо реагиране (2012)
- Стъпки в пясъка (2010) – Вера
- Мисия Лондон (2010) – Доти
- Rats (2003) – отегчена сестра
- Клиника на третия етаж (1999, 2000, 2010), 35 серии – Гала (в 1 серия: XVI)
- Bloodsport: The Dark Kumite (1999) – барман
- Трите лели (1997)